# Интерферометр Маха — Цендера
Интерферо́метр Ма́ха — Це́ндера — модификация интерферометра Жамена, двухлучевой интерферометр, применяемый для анализа плазмы и газовых потоков в дискретном исполнении (с помощью зеркал и линз) и в электрооптических модуляторах в объемном и планарном.

## Дискретная конструкция

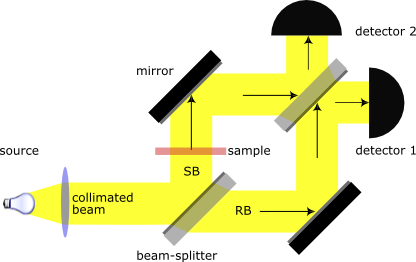
Схема интерферометра Маха — Цендера

На входе интерферометра находится полупрозрачное зеркало, расщепляющее световой поток на два луча. Они сводятся вместе после отражения от двух непрозрачных зеркал в четвёртом зеркале. Зеркала интерферометра образуют параллелограмм. Для проведения исследований в одно из плеч интерферометра помещают ёмкость с исследуемым газом и компенсаторы.

## Интерферометр Рождественского
Подобная конструкция применяется в интерферометре Рождественского. Отличия между интерферометрами Маха — Цендера и Рождественского состоит в том, что в первом из них попарно параллельно устанавливаются непрозрачные и прозрачные зеркала, а во втором - входное полупрозрачное с непрозрачным для отражённого луча и непрозрачное для прошедшего луча с выходным полупрозрачным.

## Применение в интегральной оптике
В интегральной оптике широко используются электрооптические модуляторы типа интерферометра Маха — Цендера, которые могут модулировать интенсивность света независимо от его поляризации на частотах до десятков ГГц. Планарная конструкция такого модулятора состоит из волновода, часть которого разветвляется, разделяя электромагнитную волну на две. По бокам новообразованных волноводов (плеч) помещают электроды, после чего сводят волноводы в один. Подавая напряжение на электроды можно изменять показатель преломления электрооптического кристалла, из которого изготавливаются волноводы. Интерференция между волнами, распространяющимися в плечах модулятора приводит к модуляции интенсивности излучения.